# Antonio José Valencia
Antonio José Valencia (5 maggio 1925 – ...) è stato un calciatore boliviano, di ruolo centrocampista.

## Carriera
Prese parte con la nazionale bolivia ai Mondiali del 1950.
Disputò inoltre con la Bolivia il Campeonato Sudamericano nel 1949  e nel 1953 .

## Palmarès

### Club

#### Competizioni nazionali
- Campionato boliviano: 2

Bolivar: 1950, 1953